# デス・ハント
『デス・ハント』（Death Hunt）は、1981年のアメリカ合衆国のアクションスリラー映画。ピーター・R・ハント監督、チャールズ・ブロンソン、リー・マーヴィン、アンドリュー・スティーヴンス、カール・ウェザース、エド・ローター出演。アルバート・ジョンソンという男を追う、王立カナダ騎馬警察の実話を物語化した作品である。本作以前に同じテーマを描いた作品は、イギリスのテレビ映画『The Mad Trapper』(1972年)とアメリカ映画『Challenge to Be Free』（1975年）がある。
日本では劇場未公開でビデオスルーとなった。

## ストーリー
1930年代初頭のカナダユーコン準州、闘犬場で違法な賭け闘犬の真っ最中のヘイゼルという男が、闘いに負けた自分の犬に暴力を振るおうとしたとき、町で見かけないジョンソンという猟師が現れ、ヘイゼルを殴り倒した上で犬を買い取ると言ってくる。犬を渡したくないヘイゼルは値を上げて諦めさせようとするが、ジョンソンは金を置いて犬と共に去ってしまう。逆恨みしたヘイゼルは、仲間らと騎馬警察隊長のエドガー・ミレンの元へと向かう。
その途中、赤い制服を着たアルヴィン・アダムスという新任の警官に会い、彼からエドガーの所に送ってほしいと頼まれ、ついでだからとヘイゼルは彼を連れて行く。一行が警察に到着し、アルヴィンとの話を済ませたエドガーはヘイゼルの言い分を聞き、闘犬を行い犬が死ぬところだったことを言伝に知っていた彼は、ヘイゼルの逮捕要請を一蹴する。
交易場で薬や弾丸などを仕入れたジョンソンは、自ら山小屋を建てて買った犬と過ごしていた。そこにヘイゼルと仲間らが押しかけ、ジョンソンはとりあえず小屋の中に入れるが、隙を突いて犬を取り戻そうとしたヘイゼルに対し犬が激しく噛み付いたため、仲間のジミー・トムが犬を撃ち殺し、そのジミー・トムをジョンソンが射殺する。逃亡したヘイゼルはジョンソンに非はないという仲間らの意見を無視して騎馬警察に行き、彼から事の成り行きを聞いたエドガーは、彼の言葉に疑問を抱きながらもジョンソンの逮捕をアルヴィンに指示する。かつて米軍の特殊部隊に所属していたジョンソンは極めて手強く、逮捕に向かった者達の動きは迷走していく。

## キャスト
※括弧内はフジテレビ版日本語吹替（初回放送1988年4月28日）
- アルバート・ジョンソン - チャールズ・ブロンソン（小川真司）
- エドガー・ミレン - リー・マーヴィン（吉水慶）
- アルヴィン・アダムス - アンドリュー・スティーヴンス（大塚芳忠）
- ジョージ・ワシントン・リンカーン・”サンドッグ”・ブラウン - カール・ウェザース（秋元羊介）
- ヘイゼル - エド・ローター（谷口節）
- ハンク・タッカー - スコット・ハイランズ（英語版）（山野史人）
- ヴァネッサ・マクブライド - アンジー・ディキンソン（宗形智子）
- ビル・ルース - ヘンリー・ベックマン（英語版）（宮沢元）
- ネッド・ウォーレン - ウィリアム・サンダーソン（江原正士）
- ホーキンス - ジョン・シダー（英語版）（村田則男）
- ハーレイ - ジェームズ・オコンネル（小関一）
- ルイス - レン・レッサー（英語版）（辻つとむ）
- ビーラー - リチャード・ダヴァロス（小関一）
- クラレンス - モーリー・チェイキン（小室正幸）
- ディーク・デ・ブリアーギュ - オーガスト・シェレンバーグ（笹岡繁蔵）
- チャーリー・ラット - マウリス・コワレフスキー（小野健一）
- 新聞記者 - ショーン・マッキャン（英語版）（江原正士）
- W・W・ダグラス - スティーヴ・フィンケル（山野史人）
- ジミー・トム - デニス・ラクロワ（村田則男）

## スタッフ
- 監督 - ピーター・R・ハント
- 脚本 - マイケル・グレイス（英語版）、マーク・ヴィクター
- 製作 - マーレイ・ショスタック（ドイツ語版）
- 製作総指揮 - レイモンド・チョウ、アルバート・S・ラディ
- 撮影監督 - ジェームズ・デヴィス
- プロダクションデザイナー - テッド・ハワース（英語版）
- 編集 - ジョン・F・バーネット、アラン・ジェイコブス
- 音楽 - ジェロルド・インメル（英語版）
- 衣裳デザイン - オルガ・ディミトロフ

日本語版スタッフ
- 吹替翻訳 - 高橋京子
- 吹替演出 - 松川陸
- 吹替効果 - 新音響
- 吹替調整 - 近藤勝之
- 吹替スタジオ - コスモスタジオ
- 吹替担当 - 小嶋尚志、多部博之
- 吹替製作 - フジテレビ、コスモプロモーション